# تريئي
تريئي، (بالإنجليزية: Triei)‏، هي بلدية ،من حوالي 1000 نسمة، في مقاطعة نوورو، في إقليم سردينيا الإيطالي، وتقع على بعد حوالي 100 كيلومتر (62 ميل) شمال شرق كالياري، وحوالي 11 كم (7 ميل) شمال تورتولو.

## السكان
في سنة 1861 بلغ عدد السكان 406 نسمة، وتطور العدد ليصل في سنة 2011 لـ 1٬126 نسمة.
يظهر هذا المخطط البياني تطور النمو السكاني لـ تريئي